# تری بیلی
تری بیلی (انگلیسی: Terry Bailey؛ زادهٔ ۱۸ دسامبر ۱۹۴۷) بازیکن فوتبال اهل بریتانیا است.
از باشگاه‌هایی که در آن بازی کرده‌است می‌توان به باشگاه فوتبال وینسفورد یونایتد، باشگاه فوتبال استافورد رانجرز، باشگاه فوتبال نورتویچ ویکتوریا، و باشگاه فوتبال پورت ویل اشاره کرد.